# 1917년 농업 파업
1917년 농업 파업(핀란드어: Maatalouslakot vuonna 1917)은 1917년 봄부터 핀란드에서 일어난 노동쟁의다. 핀란드 내전의 전조 중 하나였다.
핀란드의 농업노동자들은 오랫동안 노동시간과 임금 등에 관한 교섭권을 요구해왔다. 2월 혁명 이후 노동자들은 8시간 노동제를 요구했지만 지주들 대부분은 이를 거부했다.
노동자들은 파업으로 요구를 관철시키려 했고, 파업으로 인한 불안정에는 폭력이 뒤따랐다. 지주들은 안전을 도모하기 위해 민병대를 조직했고, 이것이 시민위병(소위 백위대)의 시작이다. 동시기 농업생산자중앙동맹(MTK)이 설립되었다.
파업은 주로 남서수오미나 사타쿤타 같은 남부 지역에서만 일어났다. 도시민들은 높은 식품 가격과 암시장의 횡행이 농업생산자, 즉 지주들의 탐욕의 증거라고 생각했다.
1917년 최소 두 차례의 무장 충돌이 있었고, 그 중 한 사건에서 한 명이 사망했다. 7월 13일 후티넨 낙농장 산병전에서 지주측이 파업 노동자들에게 발포하여 7명이 부상을 입었다. 한 달뒤인 8월 9일에는 위패얘에서 시위가 일어났는데, 지주들의 신고로 출동한 경찰이 발포해서 시모 사리콘(Simo Saarikon)이라는 청년이 죽었다.

## 참고 자료
- Hannu Soikkanen (1967): Kansalaissota dokumentteina. ISBN 951-30-1019-8.